# کوی یینینگ
کوی یینینگ (انگلیسی: Cui Yining؛ زادهٔ ۵ مهٔ ۱۹۵۶) شمشیرباز اهل چین بود. وی در بازی‌های المپیک تابستانی ۱۹۸۴ شرکت کرده‌است.